# The Spider and Her Web
The Spider and Her Web è un cortometraggio muto del 1914 diretto da Phillips Smalley e Lois Weber. La regista firma anche la sceneggiatura ed è protagonista del film, che racconta della tenutaria di una sala da gioco che si redime pensando di essere sul punto di morire. Tra gli altri interpreti, Phillips Smalley, Wallace Reid, Dorothy Davenport, Rupert Julian e William Wolbert.

## Produzione
Il film fu prodotto dalla Rex Motion Picture Company.

## Distribuzione
Distribuito dalla Universal Film Manufacturing Company, il film uscì nelle sale cinematografiche statunitensi il 26 marzo 1914.